# Baixa-Chiado
Baixa-Chiado – stacja węzłowa metra w Lizbonie, na linii Azul i Verde. Składa się z dwóch stacji, położonych na dwóch liniach znajdujących się obok siebie, otwartych w różnych terminach. Linia Verde została otwarta 25 kwietnia 1998 roku i Linia Azul w dniu 8 sierpnia 1998. 9 września 2011 roku oficjalnie zmieniono nazwę stacji na Baixa-Chiado PT Blue Station, na podstawie podpisanej umowy sponsorskiej z Portugal Telecom. Umowa została cofnięta w 2015 roku.
Stacja znajduje się na wzgórzu Chiado, pod Rua Ivens, pomiędzy Largo da Academia Nacional das Belas Artes i Rua Garrett. Znajduje się około 45 metrów pod powierzchnią i jest najgłębiej położoną w całej sieci metra. Zapewnia dostęp do Baixa, Chiado, Elevador de Santa Justa, Klasztoru Karmelitów, Teatro da Trindade, Teatro Nacional de São Carlos i Teatro São Luiz. Projekt architektoniczny stacji wykonał architekt Álvaro Siza Vieira i malarz Ângelo de Sousa.
Obecnie trwają prace w celu wyposażenia stacji w windy i schody ruchome, który dostosują stację do pełnej obsługi osób niepełnosprawnych.

## Wyjścia
Stacja posiada dwa wyjścia:
- jedno na Rua da Vitória
- jedno na Largo do Chiado